# Mont Meidassa
Le mont Meidassa (en italien monte Meidassa) culminant à 3 105 mètres, est l'un des hauts sommets des Alpes italiennes et des Alpes cottiennes. Il se trouve dans la région du Piémont entre la province de Coni et la ville métropolitaine de Turin.
Le mont Meidassa est localisé entre le val Cluson et la vallée du Pô, non loin de la frontière avec la France. Le mont Viso et le mont Granero sont situés dans la même région montagneuse des Alpes cottiennes.